# Polia robsonii
Polia robsonii är en fjärilsart som beskrevs av Collins 1891. Polia robsonii ingår i släktet Polia och familjen nattflyn. Inga underarter finns listade i Catalogue of Life.